# Kloster Herrenalb
Das Kloster Herrenalb war ein 1148 von Zisterziensern gegründetes Kloster auf dem Gebiet der heutigen Gemeinde Bad Herrenalb im Landkreis Calw in Baden-Württemberg.

## Geschichte
Um 1149 gründete Graf Berthold III. von Eberstein Herrenalb. Er stiftete Alba Dominorum aus Dankbarkeit dafür, dass er vom Zweiten Kreuzzug in die Heimat zurückkehren durfte. Das Hauskloster der Stifterfamilie übergab er den Zisterziensern. Sie kamen mit ihrem Abt vom Mutterkloster Neuburg/Hagenau im Elsass. Die Gründungsurkunde liegt nur in einer Abschrift von 1270 vor.

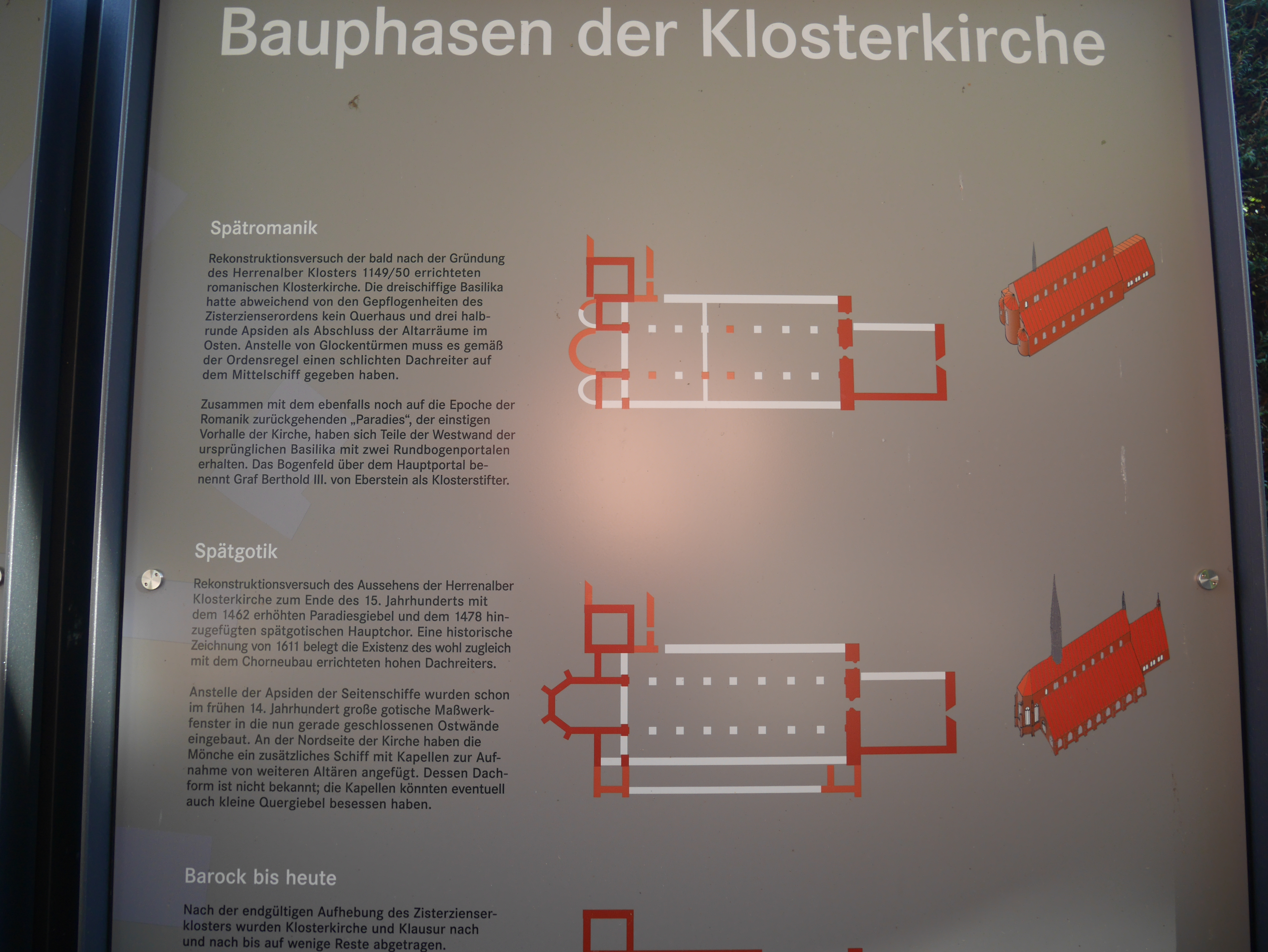
Tafel mit den Bauphasen

Der Orden der Zisterzienser verdankt Bernhard von Clairvaux seine Bedeutung. Als Abt der dritten Tochterabtei von Citeaux prägte er ihn entscheidend. Nichts sollte die Brüder von der Konzentration auf Gott ablenken. Sie wollten im Gegensatz zum mächtigen Klosterimperium von Cluny wieder das ursprüngliche benediktinische Leben führen. Dieses war bestimmt von strengster Einhaltung des genau festgelegten Rhythmus von Gottesdienst, Gebets- und Arbeitszeiten. Ihre mystische Verehrung des leidenden Christus und die Marienfrömmigkeit kennzeichneten den Orden. Die Brüder lebten in Armut und Einfachheit. Die Klöster der Zisterzienser lagen in größter Einsamkeit. Das schützte vor Ablenkung.:5
Zisterzienserklöster versorgten sich mit dem, was sie brauchten, selbst. Die Klostermühle und die Bäckerei verarbeiteten das Getreide der Felder. Künstlich angelegte Weiher versorgten die Brüder mit Fischen. Im Klostergarten züchteten die Mönche Gemüse, Obstbäume und Kräuter. Bienenvölker versorgten die Bewohner mit Honig. Wo die Standortfaktoren es zuließen, wurden Weinstöcke gepflanzt.:23
Die aus der Lebensweise entstandenen Errungenschaften wandelten Ende des 13. Jahrhunderts die Klöster der Zisterzienser zu Wirtschafts- und Kulturzentren.:5 In Herrenalb vergrößerte sich die ursprüngliche Ausstattung mit Grundbesitz durch Zukauf und Schenkungen. 1450 gehörten 37 Dörfer zum Kloster und in 127 Ortschaften erzielte es Einnahmen aus Rechten und Gütern. Das Kloster besaß Güter im Albtal sowie bei den Gemeinden Ottersweier, Malsch (1318 erworben), Bruchsal, Oberderdingen, Vaihingen an der Enz und Merklingen (1296).
Das Kloster kam ab 1289 zunächst in den Einflussbereich der Markgrafen von Baden und ab 1338 unter die Schirmherrschaft der Grafen von Württemberg. Es wurde im Bauernkrieg 1525 verwüstet. Nachdem Herzog Ulrich 1534 in Württemberg die Reformation eingeführt hatte, mussten die Mönche 1536 das Kloster vorübergehend verlassen. Wie in den 12 anderen großen Männerklöstern Württembergs richtete Herzog Christoph von Württemberg 1556 im Kloster eine evangelische Klosterschule ein, die jedoch bereits 1595 wieder aufgelöst wurde. Nach den schweren Beschädigungen durch schwedische Truppen im Dreißigjährigen Krieg 1642 fand 1649 die endgültige Auflösung des Zisterzienserklosters statt.

## Bauten und Anlage
Von der ehemaligen Klosteranlage sind heute noch einige Gebäude vorhanden: Am Durchgang zum Klosterbereich befindet sich das Klostertor. Es bildete den Zugang zur Außenwelt.

### Ehemalige Klosterkirche
Es stehen auch noch Reste der romanischen Vorhalle. Das Paradies wurde um 1200 errichtet und in der Spätgotik 1462 erhöht. Es war der Versammlungsraum der Konversen und diente als Beisetzungsstätte. Auf der Klostermauer des Paradieses wächst eine rund 200 Jahre alte Kiefer; sie gedeiht an diesem ungewöhnlichen Platz, da ihre Wurzeln sich den Weg durch das Gemäuer zum Erdboden gebahnt haben. Der als Wunderkiefer bekannte Baum bildet eine Attraktion bei Kloster- und Stadtführungen.

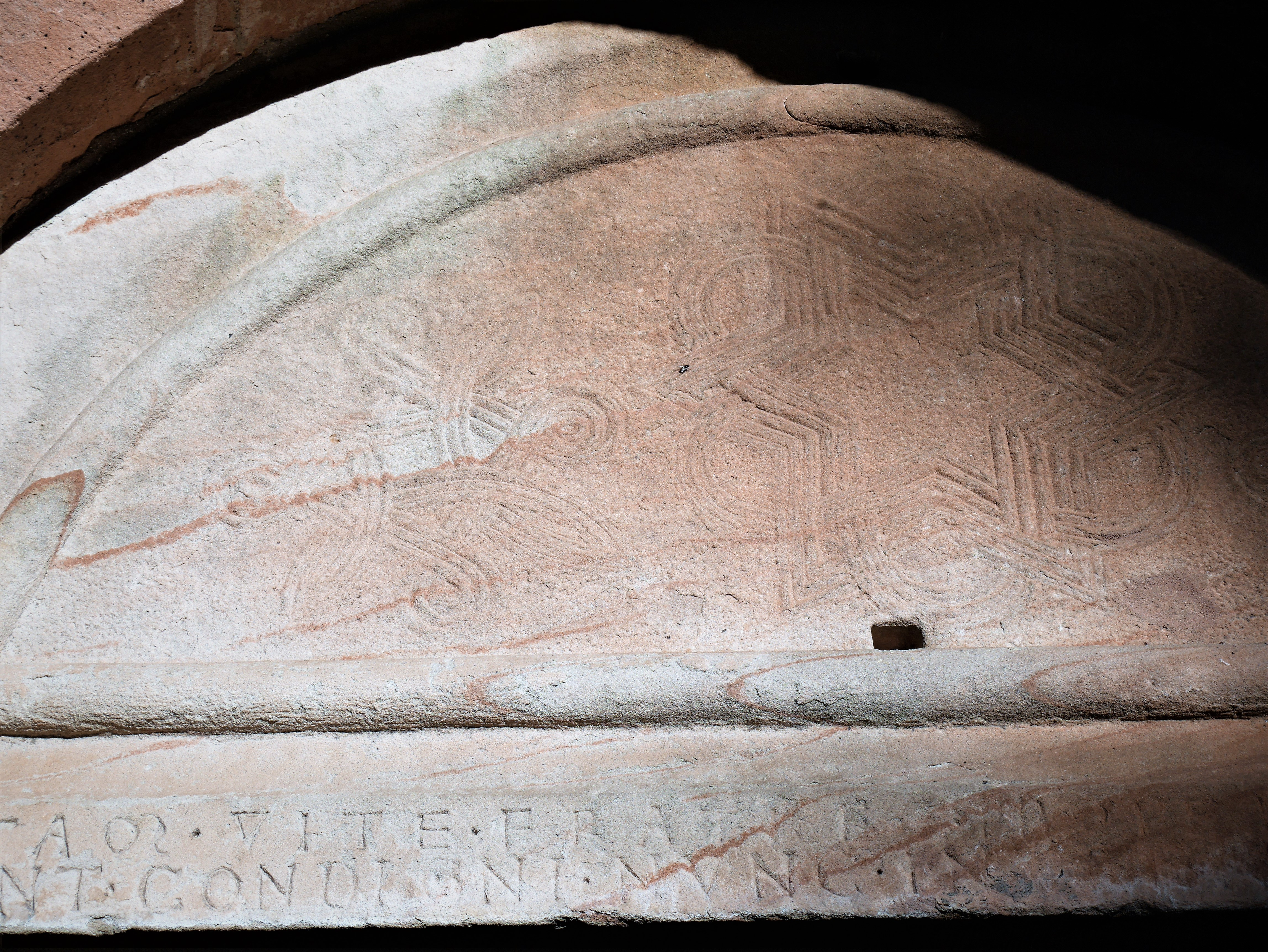
Tympanon Detail Flechtwerk
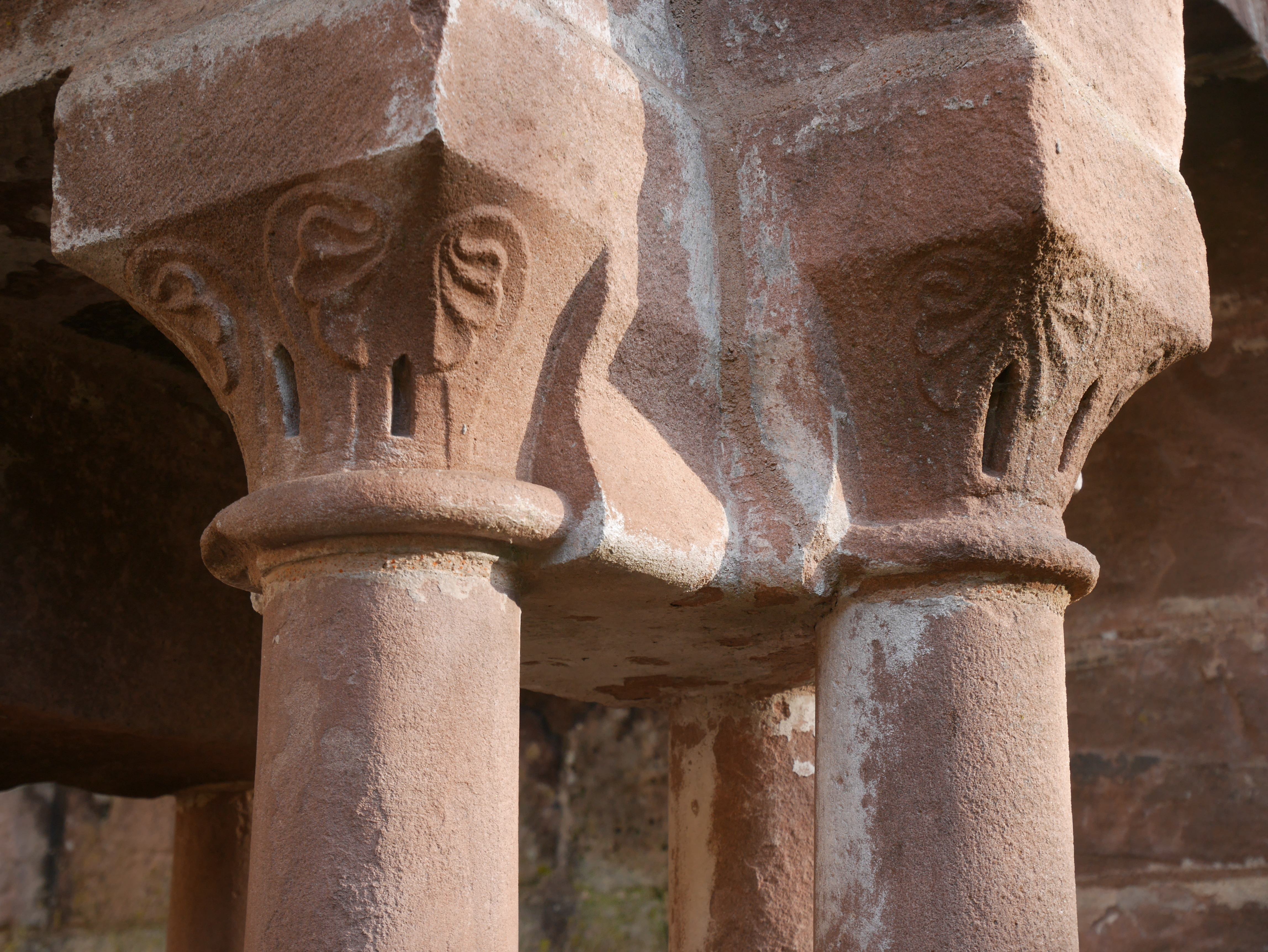
Kapitelle
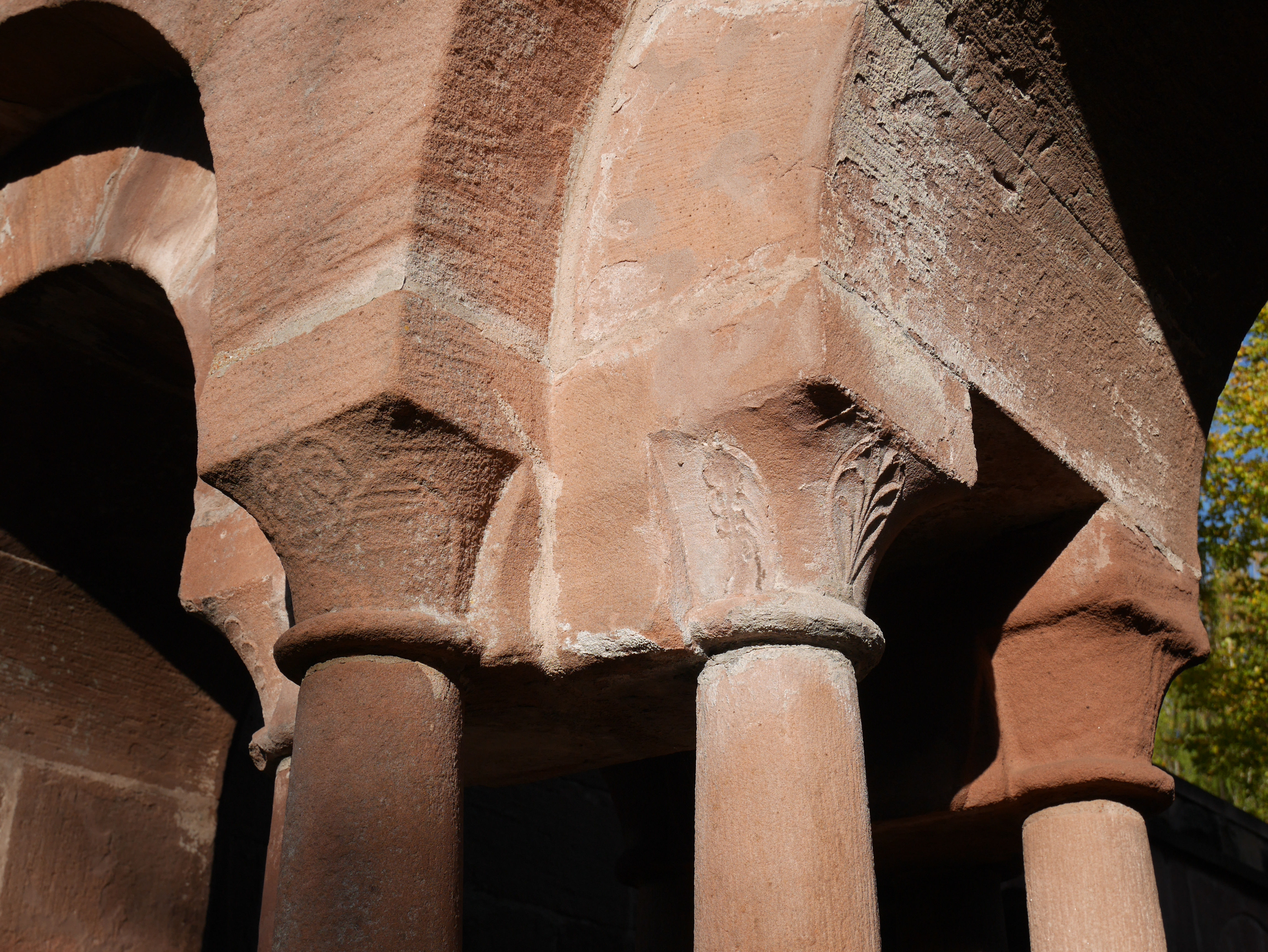
Detail romanische Bögen
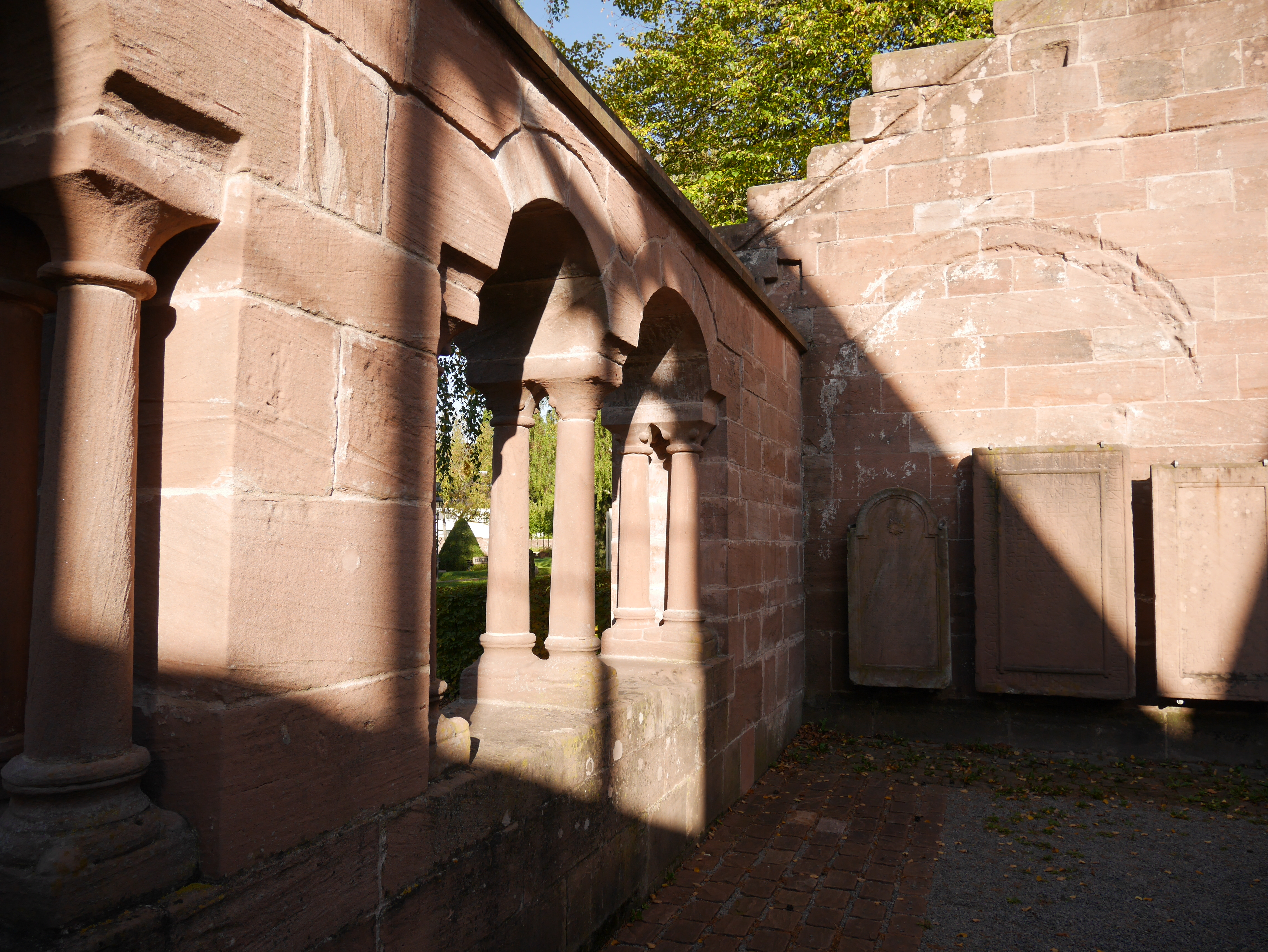
Mauerrest
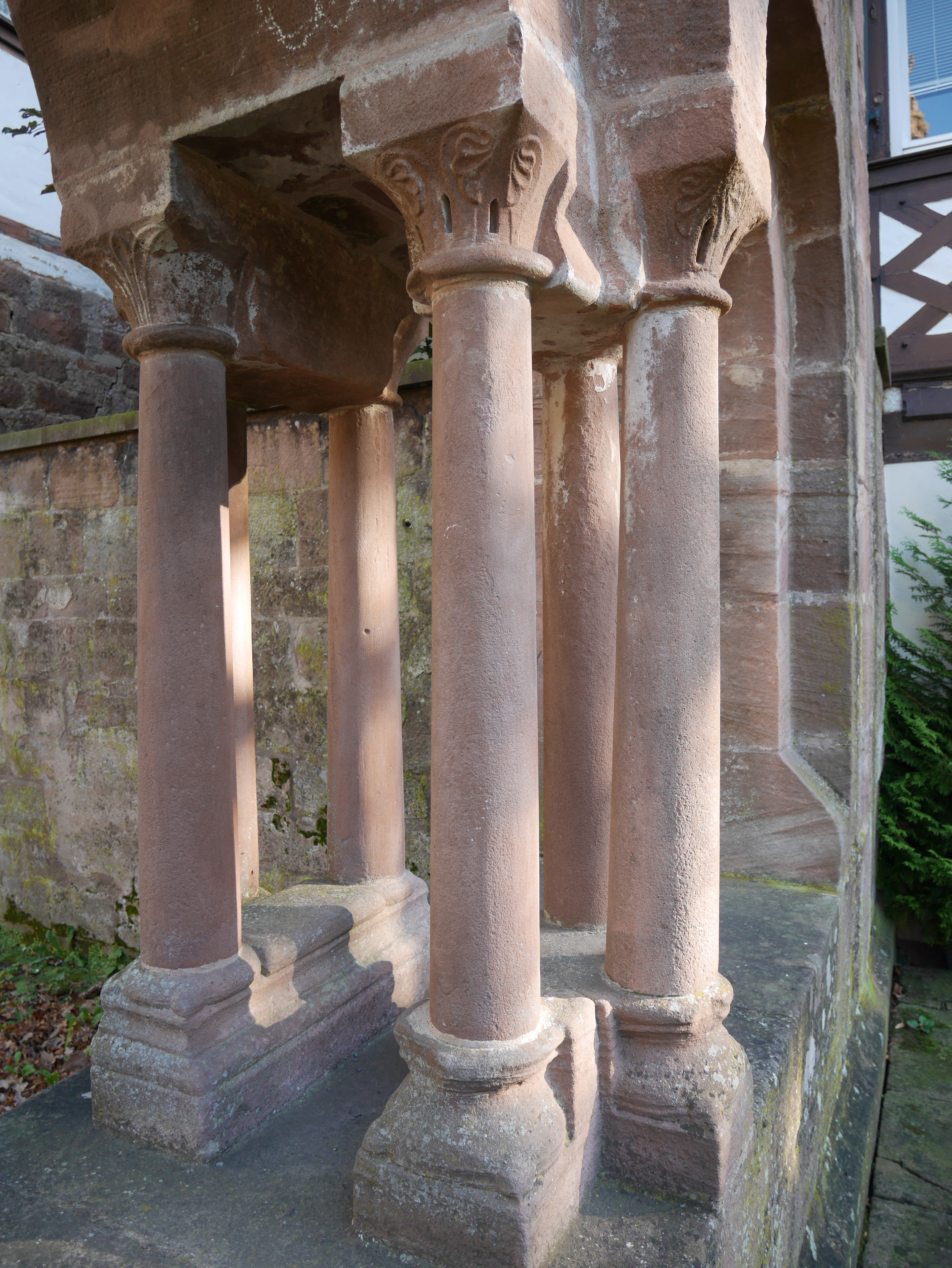
Säulen

Unter dem von einem inneren schmalen Rundstab und einem äußeren flachen Rahmen eingefassten Tympanon des Paradieses an der Westseite befindet sich am Sturz eine zweizeilige Inschrift in romanischen Majuskeln. Die Inschrift lautet:
AD · PORTAM · VITE · FRATRES · PROPERANTER · AD[ITEQVI] · SVNT · / CONDIGNI · NVNC · INTRENT · CORDE · BEN[IGNI]. Übersetzung: Zur Pforte des Lebens kommt eilends herbei, ihr Brüder. Die ganz würdig sind, mögen nun frommen Herzens eintreten. Das Bogenfeld aus rotem Sandstein zeigt drei sternförmige Flechtwerkornamente in Kerbschnitt, die den Ornamenten im Tympanon von Simmersfeld vergleichbar sind. Das Tympanon ist stark verwittert und durch Steinfraß angegriffen. Im mittleren Schlaufenmotiv erkennen wir einen sechseckigen Stern umschlungen von zwei Dreipässen. Das linke zeigt ein Quadrat mit spitzen Schleifen umwickelt. Rechts lassen sich acht ineinander verschlungene, runde Schlaufenenden erkennen.
Die dreischiffige romanische Basilika des Klosters konnte 1177 fertiggestellt werden. Maßwerkfenster erhielten die Nebenchöre in der Zeit um 1330. Markgraf Bernhard I. von Baden errichtete sich ein Kenotaph in der Nähe des Hauptaltares. 1478 fand eine Umgestaltung des Hauptchores statt.

### Heutige Klosterkirche
Im Dreißigjährigen Krieg wurde die Zisterzienserkirche schwer beschädigt und das Langhaus in der Folgezeit nach und nach abgebrochen. An dem 1478 errichteten gotischen Chor wurde 1739 ein neues Schiff an- und die Klosterkirche damit zur evangelischen Gemeindekirche im Bautyp einer Querkirche umgebaut. Die nördliche „Herrenempore“ gegenüber der Kanzel erhielt ihren Zugang aus der Grabkapelle heraus, deren Wappenfenster schuf Fritz Geiges 1904. Heinrich Dolmetsch baute 1903 die Querkirche wieder zur Längskirche um. Die drei Maßwerkfenster des Chores erhielten damals dreibahnige Farbverglasungen von der Glasmalereiwerkstatt van Treeck in München: links und rechts jeweils mit floralen Ornamenten. Der Nürnberger Künstler, Kunstschriftsteller und Professor der Nürnberger Kunstgewerbeschule Friedrich Wilhelm Wanderer (1840–1910) entwarf das mittlere Passionsfenster. Eine Signatur fehlt, jedoch weisen ähnliche Glasgemälde vor allem in Beuren und Heidenheim, aber auch die zahlreichen profanen und sakralen Arbeiten in seiner fränkischen Heimat, trotz anderer Scheibenproportionen, Architekturen und Hintergründe eindeutig Wanderers Urheberschaft nach. Wolf-Dieter Kohler verglaste das Fenster der kleinen Südkapelle ornamental.
Als einziger Raum der ehemaligen Klausur ist die Sakristei noch vorhanden. Diese wurde um 1200 an die Kirche angebaut. Im Innern besitzt sie ein Kreuzrippengewölbe und Ausmalungsreste.

### Weitere Gebäude
Östlich der Kirche, gegenüber der Sakristei, lag das Abtsgebäude. Der Abt wohnte ursprünglich nicht in einer eigenen Wohnung. Erst ab dem 13. Jahrhundert gab es eigene Abtshäuser.
Die Klosterscheuer ist eines der gut erhaltenen Wirtschaftsgebäude aus der Zeit um 1200.
Sichtbares Grundmauerwerk des Rathauses gehörten zu einem Befestigungseckturm der Ummauerung. Die Jahreszahl 1432 ist festgehalten.

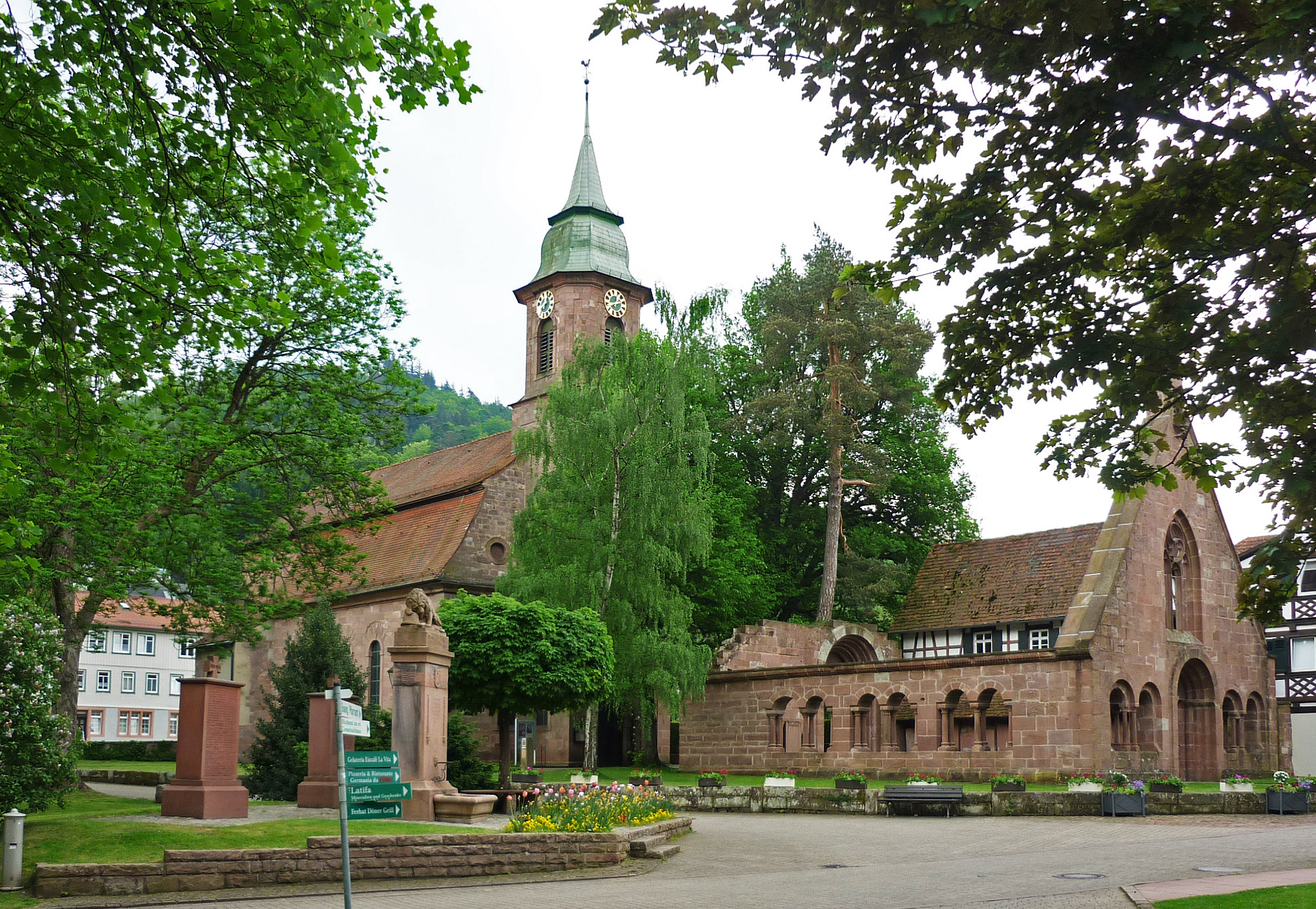
Kirche und Paradies
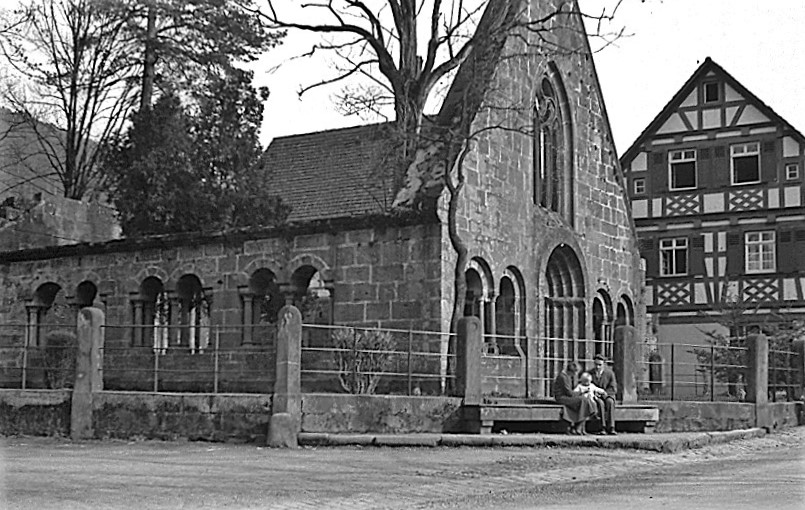
Paradies der ehemaligen Klosterkirche, Foto 1933
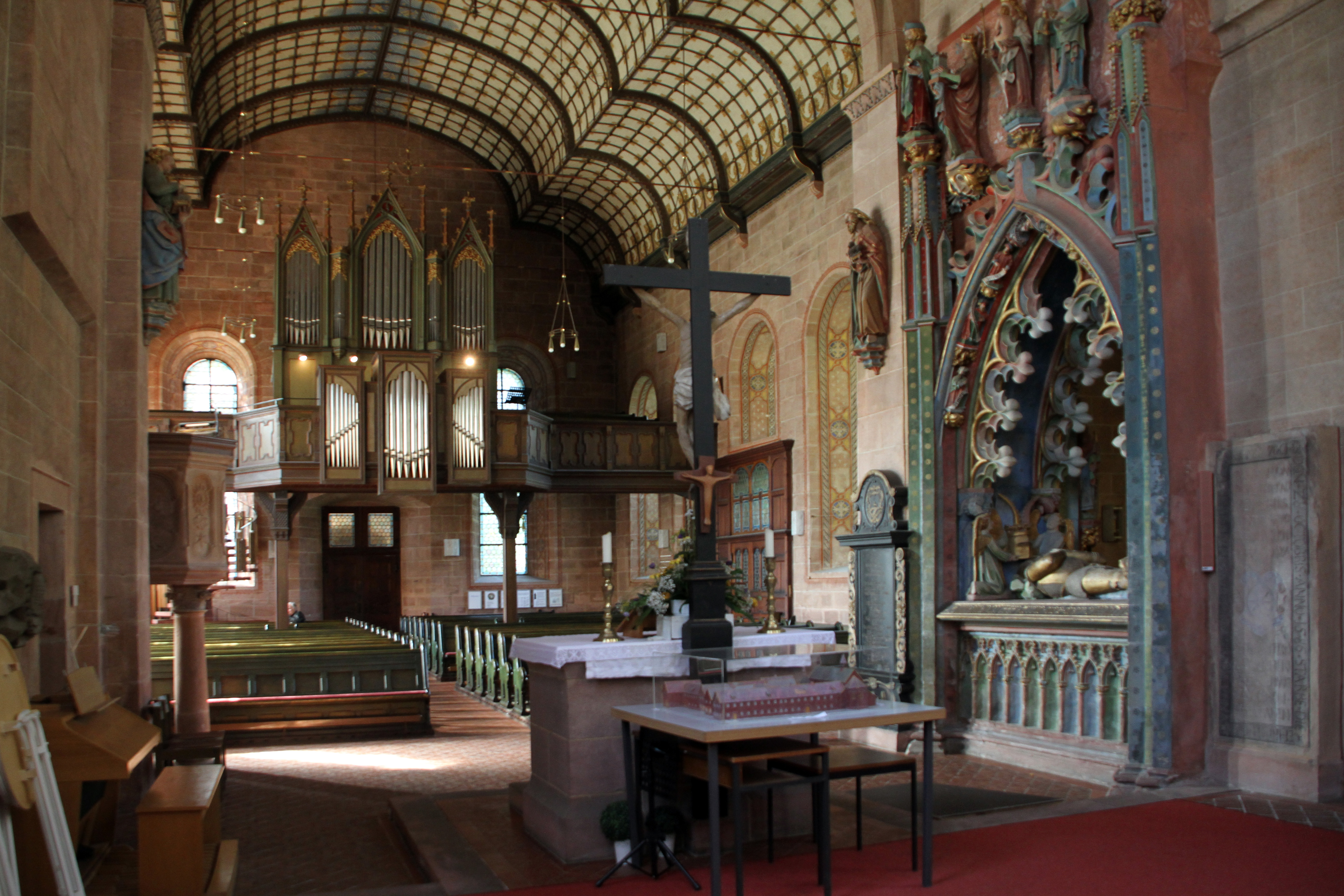
Innenansicht der Kirche mit Kenotaph
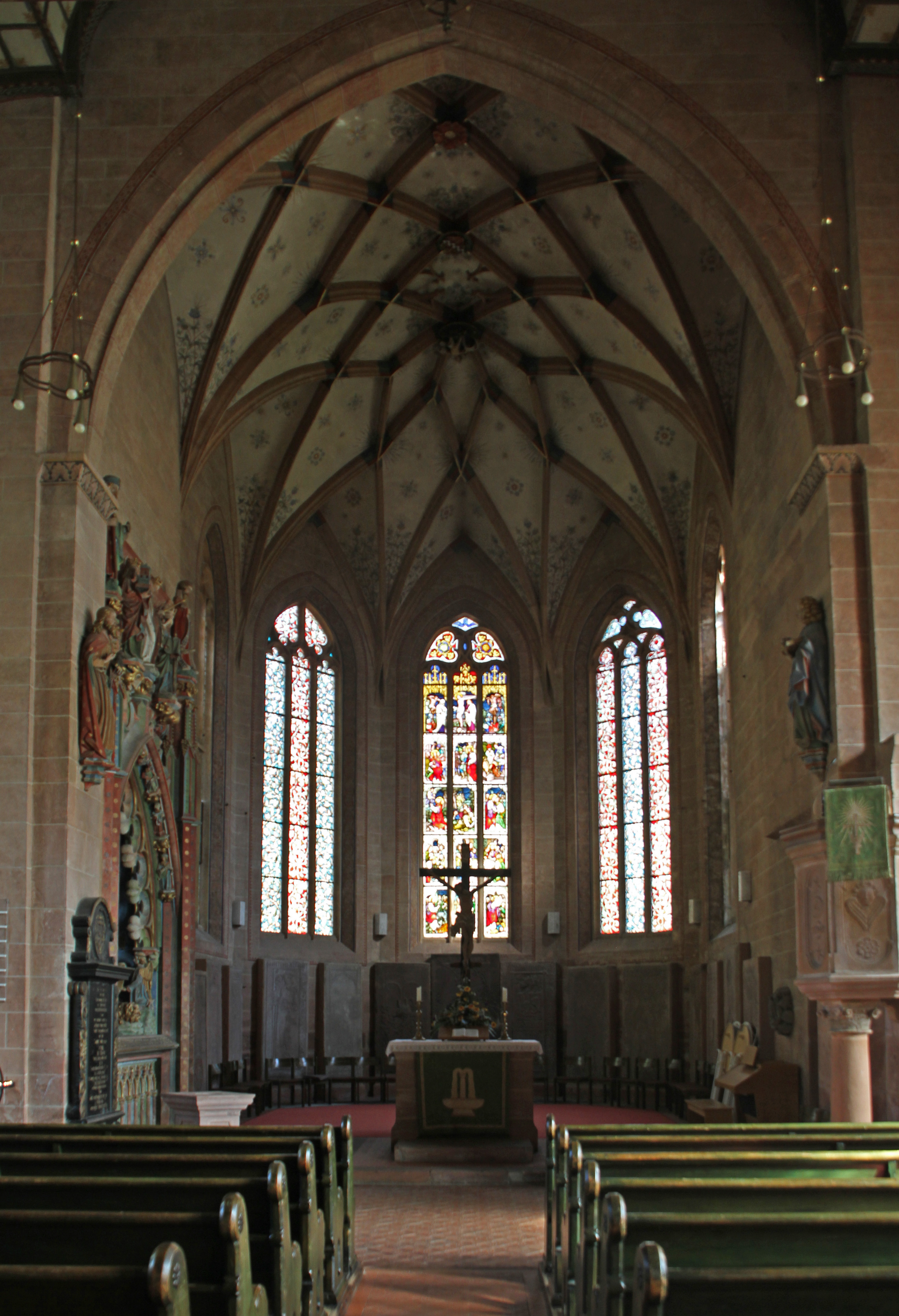
Chorraum der Kirche
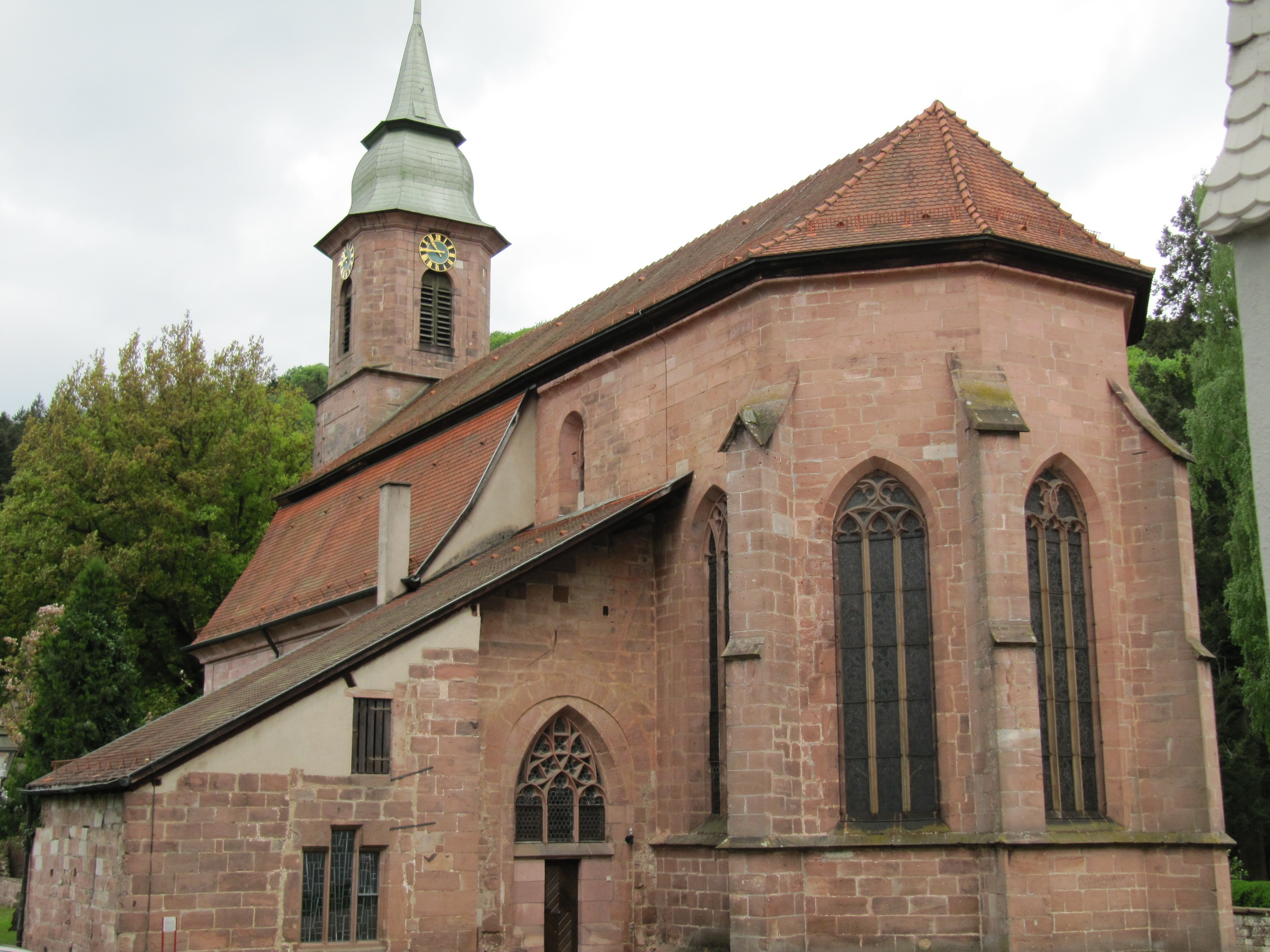
Alte Sakristei
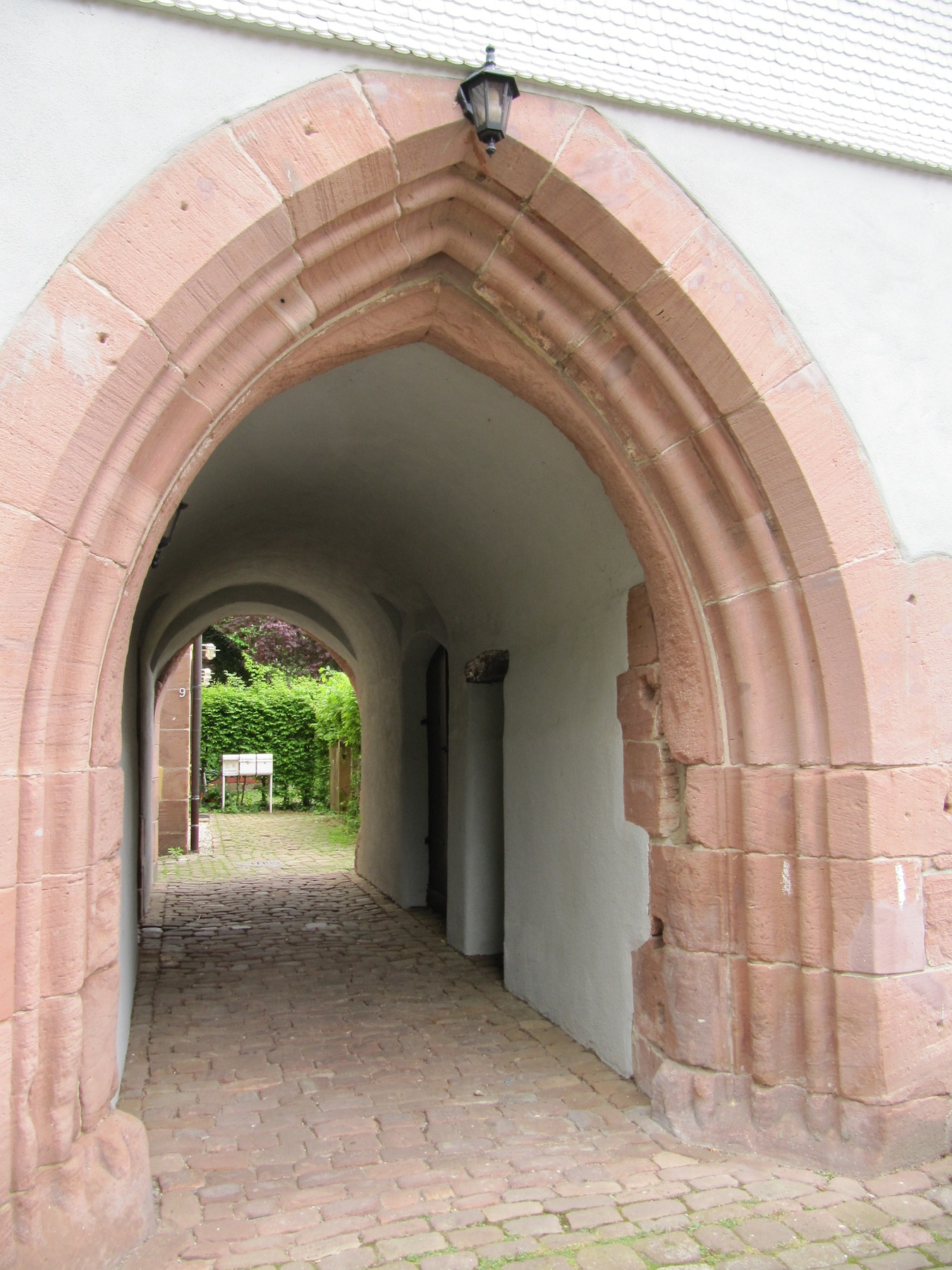
Zugang zur Abtswohnung
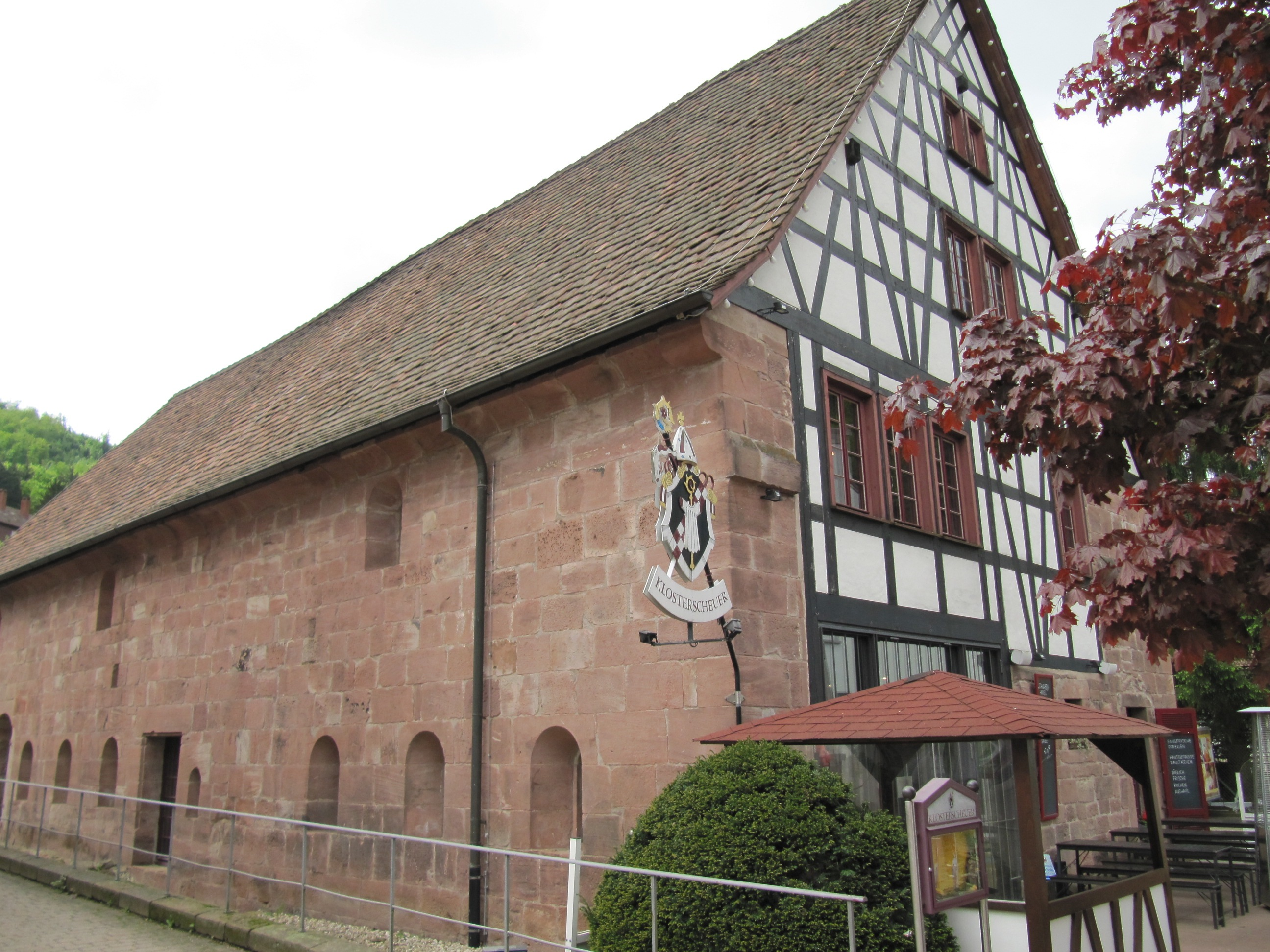
Klosterscheuer
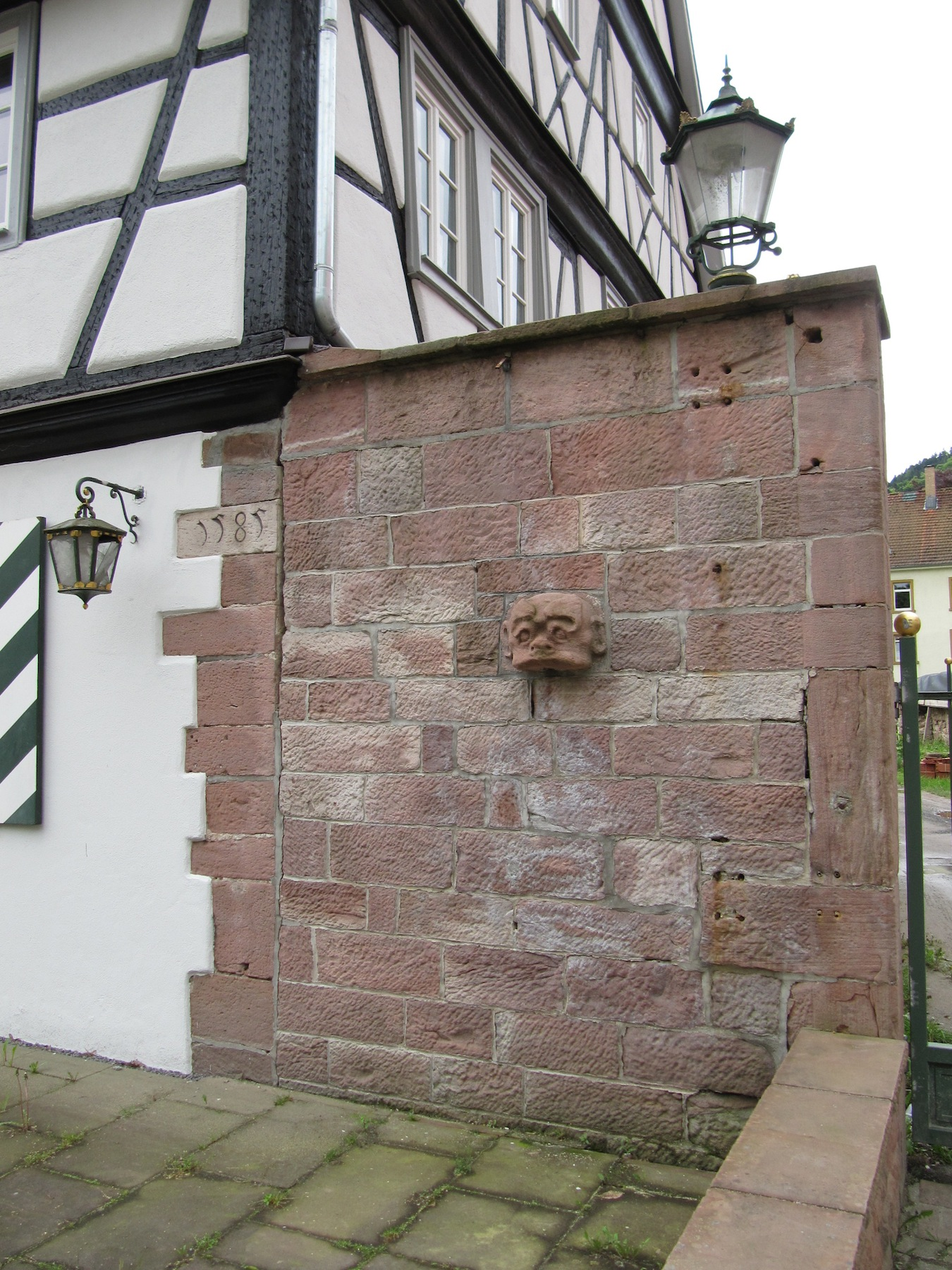
Figur am Klostervorhof
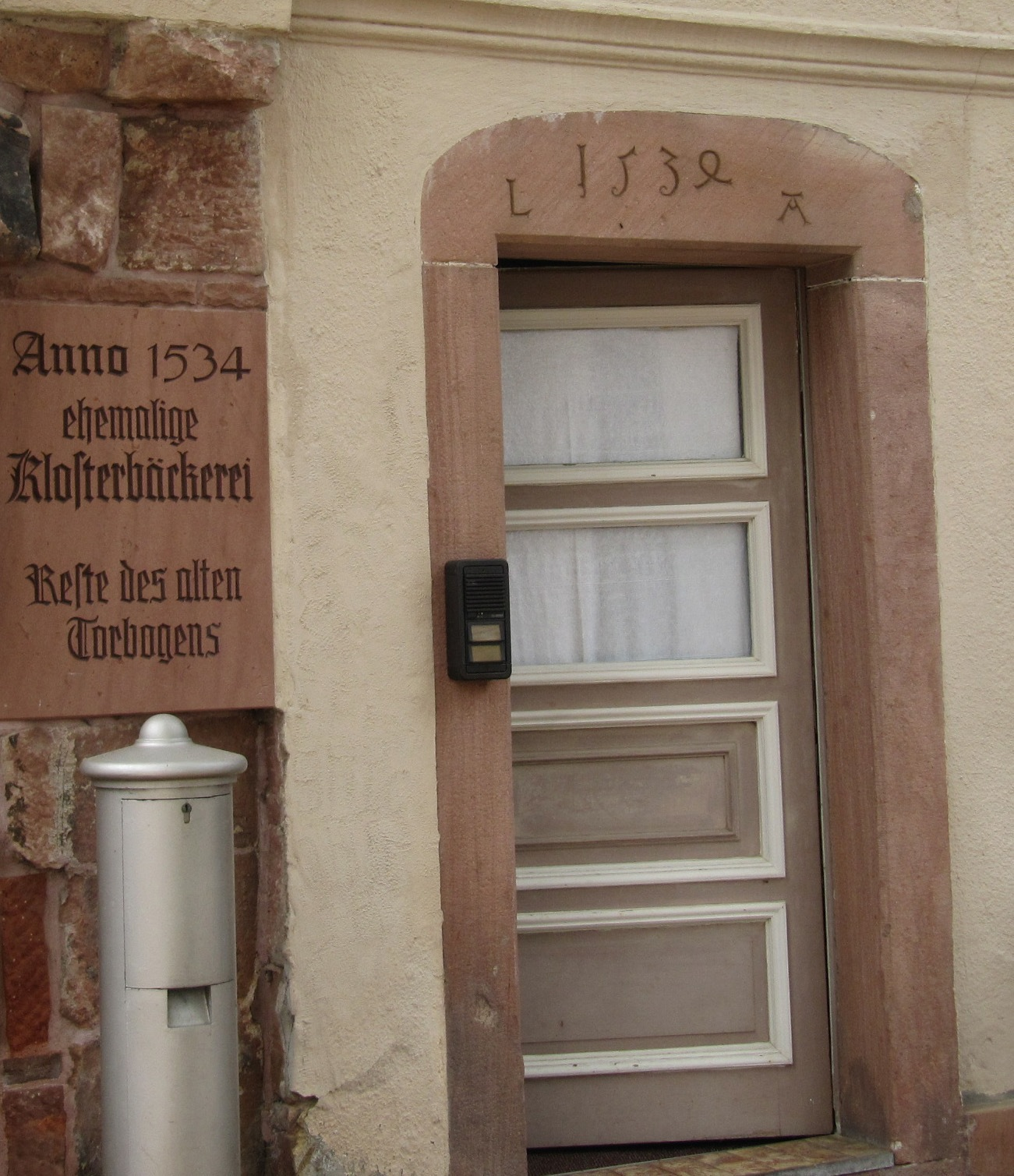
Ehemalige Bäckerei
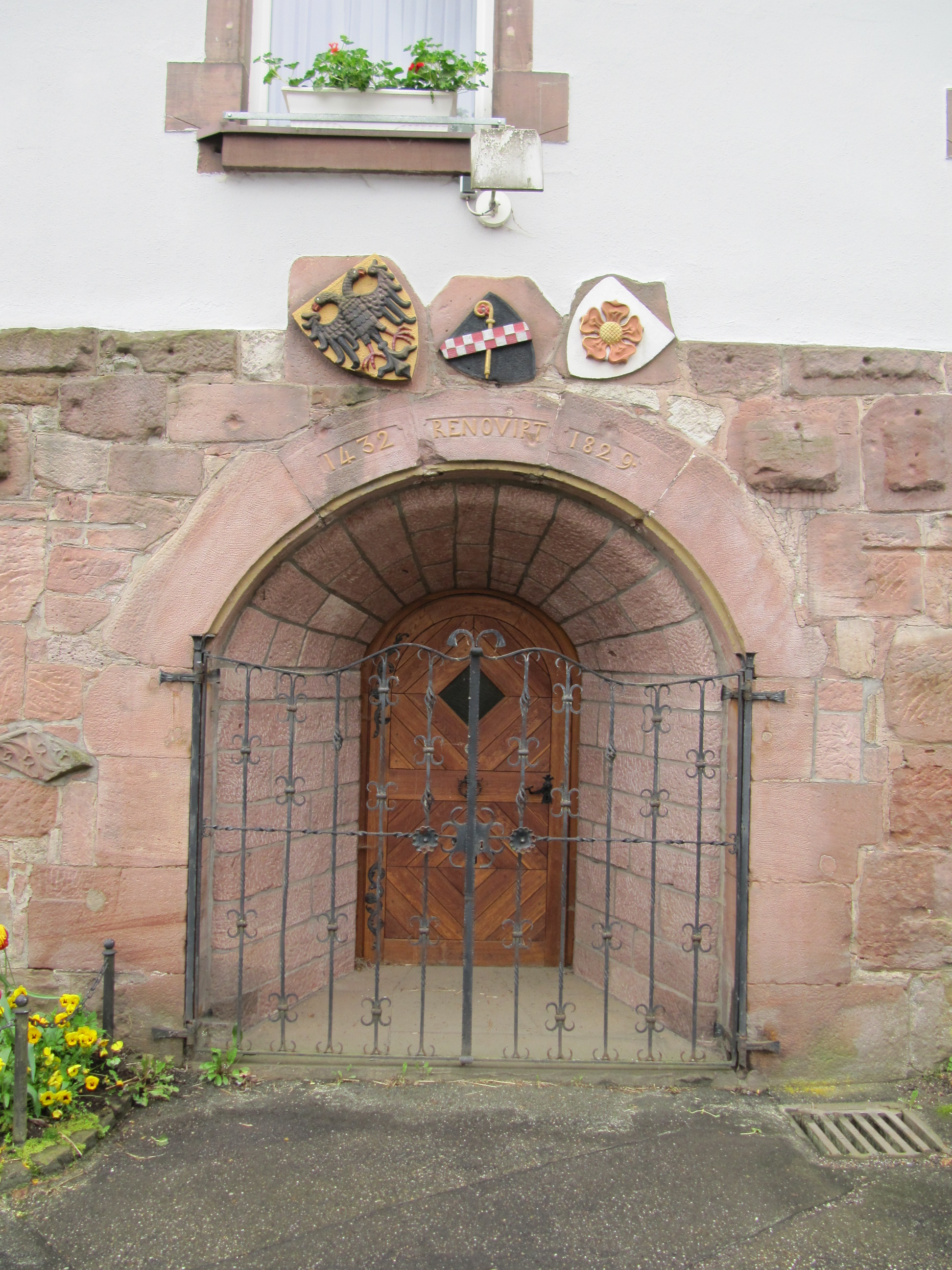
Rathauszugang im ehemaligen Eckturm